# Кайтселійт
Союз оборони, Кайтселійт (ест. Kaitseliit) — добровольчі воєнізовані формування в  Естонії. Поряд зі  Збройними силами Естонії входить до складу  Сил оборони Естонії.

## Історія

### Виникнення
Історія «Кайтселійт» почалася в кінці 1917 — початку 1918 рр. і з цього часу найтіснішим чином була пов'язана з історією  Естонської держави. Після приходу до влади Естонського більшовицького військово-революційного комітету в жовтні 1917 в багатьох  повітах стали утворюватися національні військові формування на чолі із заможними селянами, господарями магазинів і невеликих підприємств. У лютому 1918, під час наступу німецької кайзерівської армії на східному фронті, естонський Комітет порятунку, до якого увійшли Костянтин Пятс, К. Коник і Ю. Вільмс, сподіваючись на підтримку і допомогу німецького командування, віддали наказ національним формуванням дотримуватися щодо німців повний нейтралітет і захопити владу на місцях, заарештувавши  більшовицьких керівників. Ці національні воєнізовані формування і отримали назву «Омакайтсе» («Самооборона»). А вже після 23 лютого 1918, після проголошення незалежності Естонії, «Омакайтсе» забезпечувало порядок практично у всіх повітах нової держави.
Однак німецька адміністрація, після окупації Естонії в лютому — березні 1918, не визнала її незалежність, політичні національні партії були заборонені, а «Омакайтсе» формально був розпущений, але продовжував діяти на напівлегальних підставах. Після відходу німецької армії в кінці 1918 року загони «Омакайтсе» вийшли з підпілля і стали основою для формування нової організації — «Кайтселійт» («Союз оборони»), на базі якого в 1918–1919 формувалася Естонська армія.
В армії генерала Лайдонера на Псковському напрямі билися і загони «Кайтселійт», які після закінчення наступу забезпечували порядок на захоплених територіях і охороняли різні об'єкти в тилу естонської армії.

### 1918–1940
У середині 1920-х років «Кайтселійт» отримав законодавче оформлення. В 1924 головнокомандувач естонською армією генерал Йохан Лайдонер затвердив «Статут Кайтселійт», який визначив цілі і завдання «союзу», ввів організаційну структуру «Кайтселійт». Територія Естонії ділилася на округи, відділення, райони і групи самозахисту, які повинні були підпорядковуватись Начальнику самозахисту і військовому міністру. Спочатку загони «Кайтселійт» були озброєні стрілецькою зброєю, яка як правило зберігалася в клубах і штабах цього військового товариства, але допускалося і створення резервних складів — схованок на випадок військових дій. З другої половини 1930-х років на озброєнні «Кайтселійт» вже знаходилося декілька танків і артилерійських гармат. В члени «Кайтселійт» приймали всіх громадян Естонії, які досягли 18-річного віку, вони повинні були проходити військове навчання, брати участь у різноманітних військово-патріотичних і спортивних заходах, розігрували можливі сценарії участі в бойових діях, якщо доведеться оборонятися від СРСР . Час від часу загонам влаштовувалися огляди, вони виїжджали в військово-спортивні табори, організовували стрільби та конкурси. Для заохочення активних членів була введена система нагород, серед яких помітне місце займав «Орден білого хреста Кайтселійт», який давався за особливу відмінність і за заслуги в роки Визвольної війни 1918–1920 рр. Жіночі загони «Кайтселійт» організовували культурно-просвітницькі заходи. Загальна чисельність членів «Кайтселійт», до кінця 1930-х років разом з жіночими та дитячими загонами і підрозділами становила майже 100 000 чоловік, з них понад 42 000 навчених і підготовлених для військових дій бійців. З 1925 по 1940 рр. на чолі стояв генерал-майор Йоганнес Орасмаа.

### Після відновлення незалежності
В 1992 після відновлення незалежності і приходу до влади уряду  Тійта Вяхі «Кайтселійт» був визнаний на державному рівні. У лютому того ж року «Кайтселійту» були повернуті стрілецькі клуби та тири (зі зброєю та боєприпасами), які раніше належали йому . 28 квітня 1992 уряд Естонії прийняв постанову, відповідно до якої «Кайтселійт» оголошено складовою частиною Оборонних сил Естонської республіки (ОСЕР). Керівництво «Кайтселійт» отримало військові звання Естонії і права офіцерів регулярної армії. Тепер командира «Кайтселійт» та начальника штабу призначає уряд Естонії за пропозицією керівника головного штабу ОСЕР. Діяльність «Кайтселійт» фінансується із сум, передбачених на державну оборону, озброєння і спорядження надається головним штабом ОСЕР. У своїй діяльності «Кайтселійт» керується законами Естонії та іншими нормативними актами, затвердженими ще в 1930-і роки статутом і внутрішнім розпорядком «Кайтселійт».

## Структура

### Загальна інформація
Сьогодні відділення «Кайтселійт» діють у всіх 15  повітах Естонії. Загальна його чисельність разом з жіночими та дитячими організаціями досягла майже 20 000 осіб, які перебували в 17 дружинах. Кайтселійт регулярно бере участь у загальновійськових та міжнародних навчаннях, проводить власні навчання і спецпідготовку кадрів в самих різних напрямках. Членами організації можуть бути як громадяни, так і негромадяни Естонії. Члени поділяються на кілька груп: діючі, помічники, ветерани.

### Дружини
Станом на 2012 рік в Кайтселійті було 15 дружин (ест. Malev). Кожна дружина ділиться на більш дрібні підрозділи: роти, малевконди (ест. Malevkond).

#### Таллінська дружина
Штаб дружини знаходиться в Кадріорзі. У володінні знаходиться два тири, а також навчальний комплекс в Нимме, що був у минулому пожежною військовою частиною. Дружина діє на території столиці. На кінець 1939 року в дружині було понад 8000 чоловік, на даний момент кількість членів становить 2000 разом з підконтрольними організаціями. В Таллінську дружину входить 11 підрозділів:
- Західний малевконд (англ. Lääne malevkond) — територіальний підрозділ, що діє в районах Мустамяе і Хааберсті.
- Ниммеський малевконд (ест. Nõmme malevkond) — територіальний підрозділ, є одним з найкращих підрозділів Таллінна. До складу входять бойова, протитанкова групи, а також група внутрішньої охорони.
- Східна рота (ест. Ida kompanii) — територіальний підрозділ, діє на території Ласнамяе і піриту.
- Південна рота (ест. Lõuna kompanii) — окрема територіальна рота, діюча на території раойонов Кесклинн і Крістійне.
- Північна рота (ест. Põhja kompanii) — територіальний підрозділ, розташоване в районі Пихья-Таллін.
- Тоомпеаський малевконд (ест. Toompea malevkond) — екстериторіальний підрозділ, що знаходиться на Тоомпеа, де розташований парламент Естонії і в прилеглих районах.
- Калевський малевконд (ест. Kalevi malevkond) — екстериторіальний підрозділ.
- Академічний малевконд (ест. Akadeemiline malevkond) — екстериторіальний підрозділ, що складається у великій масі зі студентів, або випускників вузів, а також членів студентських корпорацій. Включає в себе групи Vironia, Sakala, EÜS, Tallinna Ülikooli grupp.
- Сторожова рота (ест. Valvekompanii) — екстериторіальний підрозділ, що займається охороною військових частин і військових об'єктів.
- Оркестр дружини (ест. Maleva orkester) — оркестр таллінської дружини, екстериторіальний підрозділ.
- Морський дивізіон (ест. Meredivisjon) — екстериторіальний підрозділ, що знаходиться в порту.

#### Дружина Харью
Діє в повіті Harjumaa. Включає 6 підрозділів:
- Ряваласький малевконд (ест. Rävala malevkond) — територіальний підрозділ, діє в східній частині Харьюмаа. До складу входить три роти: Рявала, Куусалу, Харью-Яані.
- Кейласький малевконд (ест. Keila malevkond) — територіальний підрозділ, що діє в місті Кейла
- Козеський малевконд (ест. Kose malevkond) — територіальний підрозділ
- Малевконд Мянніку (ест. Männiku malevkond) — екстериторіальний підрозділ, що складається з бойової групи, групи розвідки і загону мінометників.
- Сторожова рота (ест. Valvekompanii) — екстериторіальний підрозділ, що займається охороною військових частин і військових об'єктів.

#### Дружина Рапла
Діє на території рапласького повіту.

#### Дружина Алутагузе
Діє в повіті Іда-Вірумаа. Ділиться на 4 підрозділи:
- Люганузеський малевконд (ест. Lüganuse malevkond)
- Авінурмеський малевконд (ест. Avinurme malevkond)
- Нарвський малевконд (ест. Narva malevkond)
- Йихвіський малевконд (ест. Jõhvi malevkond)

#### Дружина Віру
Дружина розміщується в повіті Ляене-Вірумаа. До складу дружини входить 3 окремі роти:
- Раквереська окрема рота (ест. Rakvere üksikkkompanii)
- Кадрінаська окрема рота (ест. Kadrina üksikkompanii)
- Тапаська окрема рота (ест. Tapa üksikkompanii)

#### Дружина Йигева
Діє в повіті Йигевамаа.

#### Дружина Ярва
Діє в повіті Ярвамаа.

#### Дружина Пярнумаа
Розташовується в повіті Пярнумаа і складається з 4 малевкондів:
- Соонтагана
- Кікепера
- Корбе
- Пярну

#### Дружина Ляене
Діє в Ляенемаа і на острові Хійумаа. До Хійумаа належить однойменний підрозділ, а в Ляенемаа знаходяться два інших малевконди. Склад дружини:
- Хійумаа
- Рісто
- Ріда

#### Дружина Сааремаа
Діє на острові Сааремаа.

#### Дружина Тарту
Дружина, діюча в місті Тарту і в навколишньому Тартуському повіті. Ділиться на 4 загони (малевконди):
- Тартуський I малевконд (ест. Tartu I malevkond)
- Академічний малевконд (ест. Akadeemiline malevkond) — академічний малевконд, що складається, як і таллінський академічний малевконд, зі студентів і випускників вищих навчальних закладів.
- Таммеський малевконд (ест. Tamme malevkond) — ділиться на 5 відділень: рота Тамме, рота Вееріку, окремий загін Кирвекюла, окремі групи Пухья і Винну.
- Елваська окрема рота (ест. Elva üksikkompanii)

#### Дружина Сакала
Діє в повіті Вільяндімаа.

#### Дружина Валгамаа
Діє в повіті Валгамаа.

#### Дружина Вирумаа
Діє в повіті Вирумаа.

#### Дружина Пилва
Діє в повіті Пилвамаа.

## Підконтрольні організації
Союзу Оборони підпорядковані три допоміжні організації.

### Найскодукайтсе
Найскодукайтсе (ест. Naiskodukaitse) — жіночий захист дому. Заснована 2 вересня 1927 року, відновлена 20 вересня 1991.
Завданнями організації є підтримка Союзу оборони Естонії в питанні захисту держави, медична і тилова служба в сприянні з Кайтселійтом. Організація розподілена по чотирьох районах:
- Північний район — ділиться на округи Харью, Рапла, Таллін.
- Північно-східний район — округи Алутагузе, Йигева, Ярва і Виру.
- Південний район — округи Пилва, Сакала, Тарту, Валга і Виру.
- Західний — округи Ляене, Пярну, Сааремаа.

Організація ділиться на 6 професійних груп:
- Група зв'язку та штабу;
- Медична група;
- Продовольча група;
- Група пропаганди;
- Група формування;
- Управління організацією Кодутютред (ест. Kodutütred — Дочки батьківщини).

### Нооред коткад
Нооред коткад (ест. Noored kotkad — Молоді орли; Орлята). Добровільна організація, що складається з хлопчиків-скаутів. Завданнями організації є виховання і тренування чесних і патріотичних молодих людей. Членами організації можуть бути громадяни Естонії у віці від 8 до 18 років. Заснована 27 травня 1930 року. Відновлена 12 серпня 1989.
В дитячих осередках «Кайтселійта», перебувають в основному естонські діти, але в останні роки робляться кроки для залучення і російських дітей, що живуть в Естонії. Для них участь у цих організаціях є ще однією можливістю вивчити естонську мову і глибше «увійти» в естонську державу, крім того, для підлітків це означає і такі речі, як походи, табори, спортивні заходи, вивчення домоводства та сімейних цінностей. Крім того планується проведення курсів ватажків дитячих кайтселійтівських формувань для української діаспори Естонії.

### Кодутютред
Кодутютред (ест. Kodutütred — Дочки батьківщини), аналог організації «Нооред коткад». Членами організації є дівчата. Подальшим логічним продовженням є членство в організації «Найскодукайтсе».